# St. Albanus (Großrudestedt)

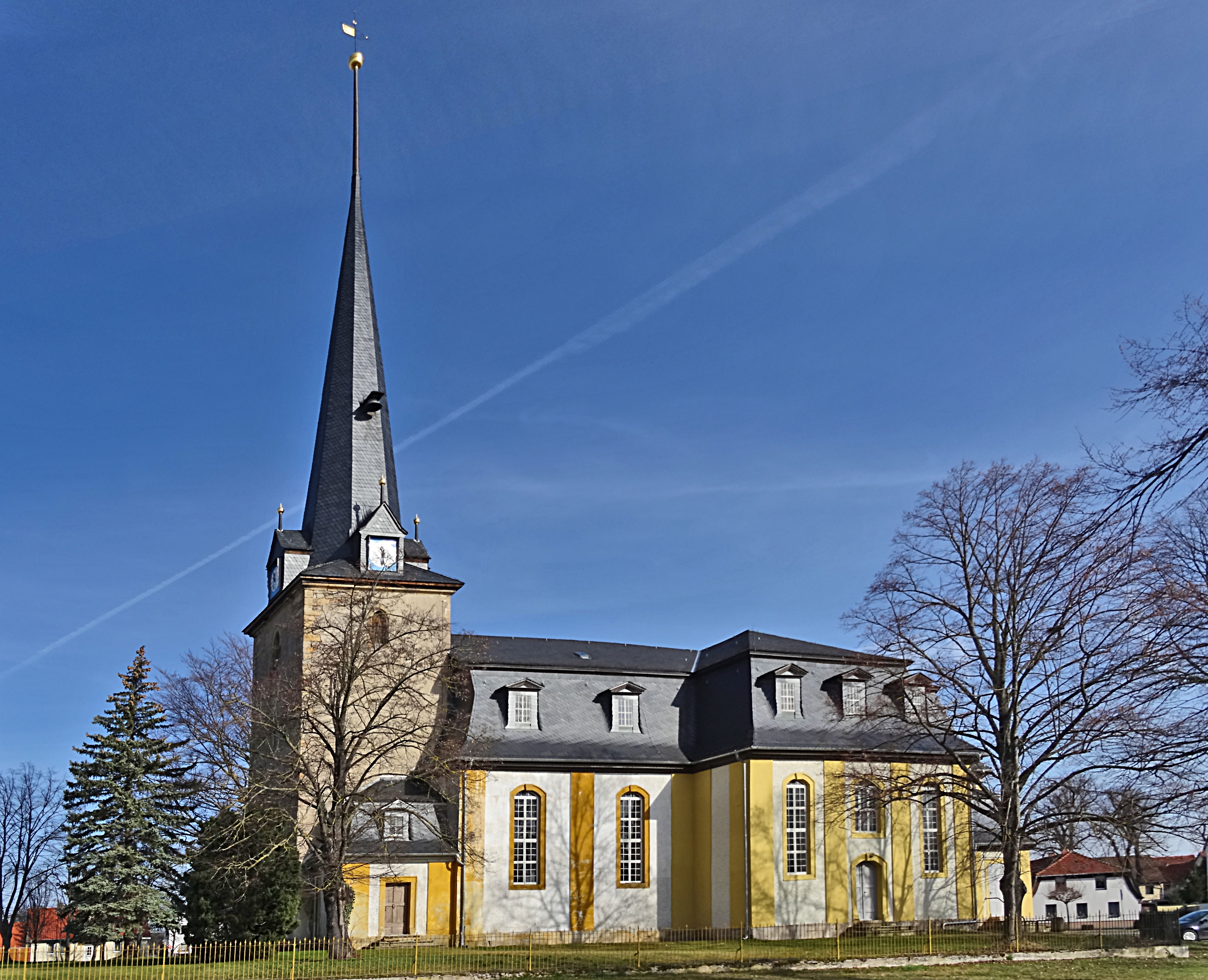
Die Kirche von Süden

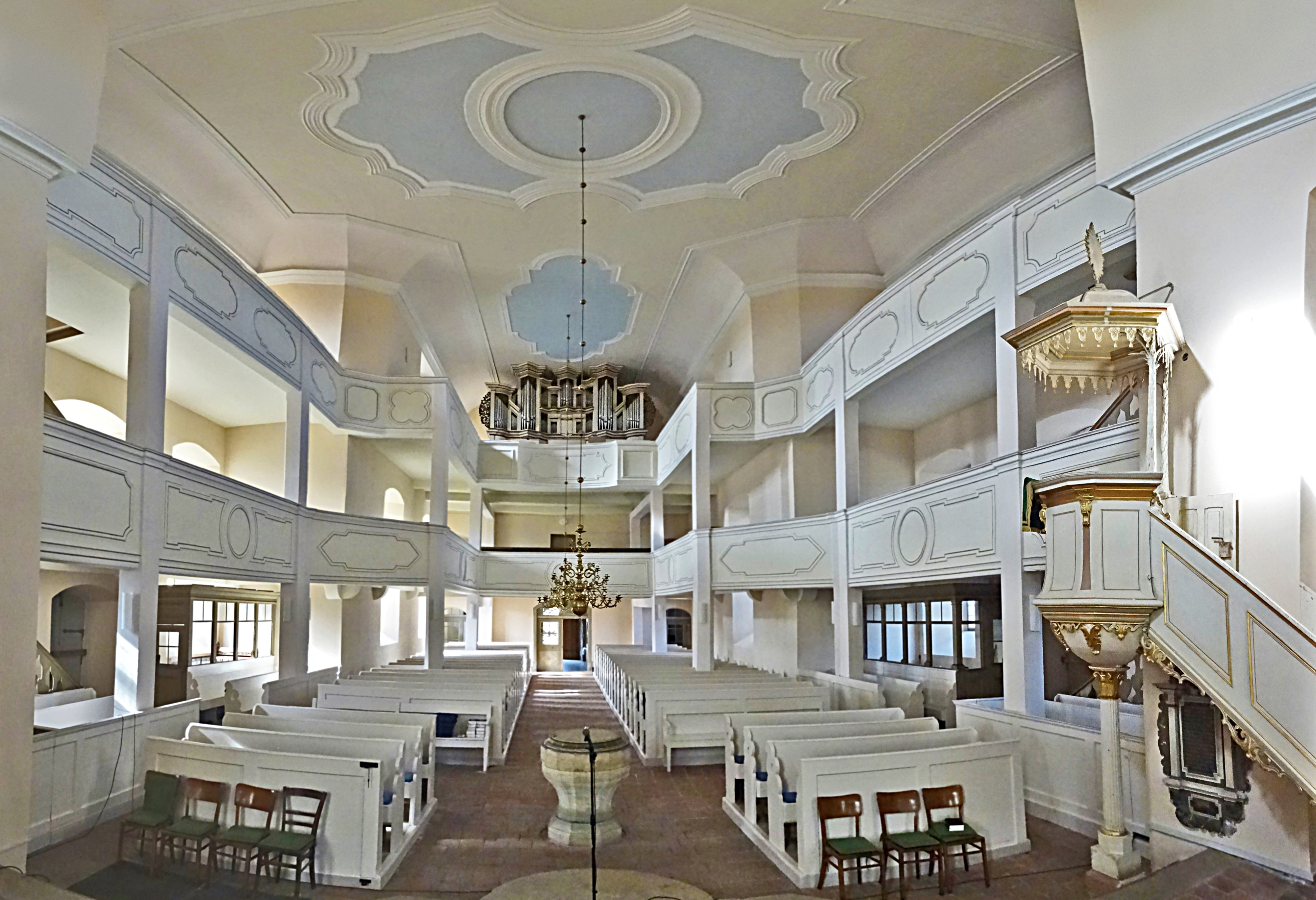
Barocke Innengestaltung

Die evangelische Dorfkirche St. Albanus steht in der Gemeinde Großrudestedt im Landkreis Sömmerda in Thüringen.

## Lage
Um die Dorfkirche liegen denkmalgeschützte Häuser. Sie prägen gemeinsam die Dorfmitte mit Bäumen und den Friedhof.

## Geschichte
Der Kirchturm stammt von einem Vorgängerbau aus dem 15. Jahrhundert und besitzt einen eckigen Spitzhelm. 1724 wurde das Kirchenschiff mit polygonalem Chorabschluss, querhausartigen Anbautem am Chor und Mansarddach erbaut. Der einheitlich gestaltete barocke Innenraum erhielt zweigeschossige Emporen mit Logeneinbauten und ein hölzernes Spiegelgewölbe.

## Ausstattung
- Gotischer Flügelaltar laut Inschrift fertiggestellt im Jahr 1487, also noch vor Erbauung dieser Kirche. Im Mittelschrein in der Mitte sehen wir Maria und Christus, sitzend, beide haben die Krone des Lebens und der himmlischen Herrlichkeit auf, Christus trägt als Zeichen seiner göttlichen Macht die Weltkugel in seiner Hand, während Maria ihn anbetet. Links daneben die Apostel Johannes, Paulus und Petrus, rechts davon Stephanus, Bartholomäus und Jakobus der Ältere. In den Seitenflügeln links vier weibliche Heilige: Dorothea, Margaretha, Barbara und Katharina. Rechts vier männliche Heilige: St. Martin, Laurentius, Georg und Christophorus. Auf den Rückseiten zwei Darstellungen aus dem Weihnachtsfestkreis. Links die Darstellung der Ankündigung der Geburt Jesu an Maria durch Erzengel Gabriel. Rechts die Darstellung der Weihnacht: Jesu ist geboren.[1]
- Taufstein von 1724 in Form eines Pokals.
- Kanzel ebenfalls um 1724 gefertigt.

## Orgel

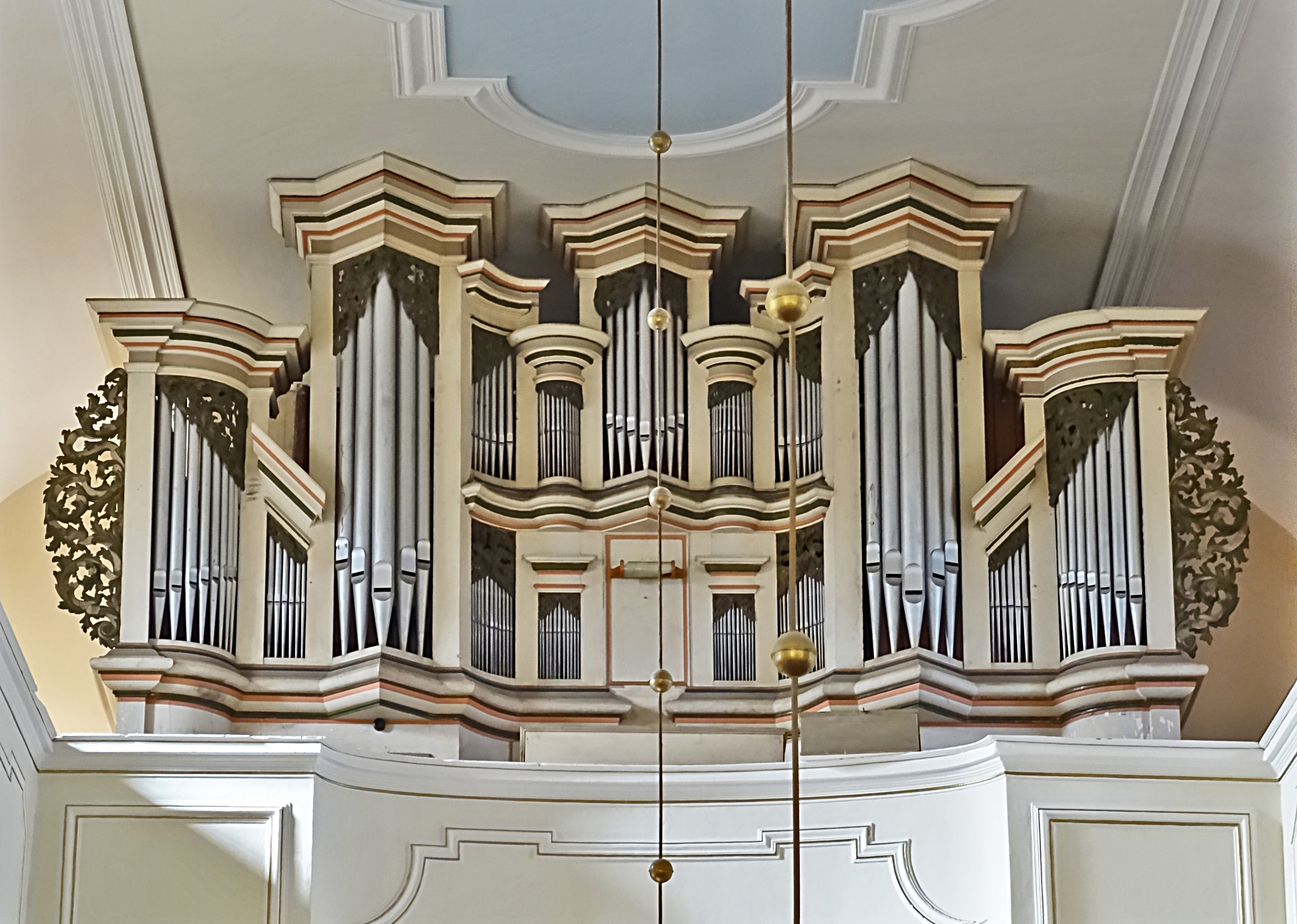
Walcker-Orgel

Bereits 1694 baute Peter Herold aus Apolda eine Orgel für Großrudestedt, die jedoch beim Brand 1686/87 vernichtet wurde. Nach dem Kirchenneubau fertigte Johann Michael Hartung aus Schloßvippach eine neue Orgel. Die hoch unter der Decke auf der zweiten Empore angebrachte Orgel wurde 1907 durch das bekannte Orgelbauunternehmen E. F. Walcker & Cie, Ludwigsburg errichtet und ist noch unverändert erhalten. 2017 gründete sich ein Förderverein zur Restaurierung der Orgel.